# Інтернет-пропаганда, що спонсорується державою
У XXI столітті низка держав створили системи продержавної пропаганди в Інтернеті, якою займаються не ЗМІ, а окремі користувачі — коментатори сайтів з користувацьким контентом. Приклади таких систем: у Росії — «кремлеботи», у Китаї — «умаодан». До завдань груп можуть входити створення тем та повідомлень на інтернет-форумах, постів та коментарів у блогах та соціальних мережах, залишення коментарів на сторінках інтернет-ЗМІ, найчастіше у формі агресивного тролінгу опонентів.

## Росія

### Історія створення
За даними російського політтехнолога С. А. Бєлковського, перша спеціально навчена «бригада» була створена ще у 2000—2001 роках і була нечисленною. Функції цієї бригади полягали в тому, щоб «шляхом коментарів у блогах та у форумах під статтями дискредитувати незручну для влади позицію чи тексти». Згідно з опублікованою у 2003 році в журналі «Вісник Онлайн» статті «Віртуальне око старшого брата» журналістів О.Полянської та А.Кривова та програміста-аналітика І. Ломко, «веб-бригадам» («бригадникам») вже на той час були «характерні особливості та спільні риси, не властиві жодним іншим учасникам дискусій»:
- «цілодобова присутність на форумах»
- «Пластичність ідеології, якщо завжди збігається з державною»
- «Безмежна відданість путіну та його оточенню»
- «шанування та схиляння перед ВЧК-КДБ-ФСБ»

За твердженням президента дослідницького центру «Політична аналітика» Михайла Тульського, у 2005 році заступник керівника Адміністрації президента Росії Владислав Сурков розробив план протидії «кольоровій загрозі», частиною якого стало створення груп блогерів, «кожна з яких була прикріплена до якоїсь ЖЖ-спільноти чи опозиційному сайту». У вересні 2009 року інформаційне агентство «Новий регіон» писало:
З початку нульових років, коли заступником голови адміністрації Кремля Владиславом Сурковим було оголошено загальну мобілізацію на боротьбу з «оранжизмом», у Рунеті миттєво з'явилися люди, які стали гнівно «коментувати» статті опозиційних авторів і висловлювати захоплення на адресу влади. Власники популярних мережевих щоденників та опозиційних сайтів, на яких існує «зворотний зв'язок», зіткнулися з тим, що після кожного «критичного посту» до них почали набігати «орди» невідомих «блогерів» та «ворожити в коментах». «Росія встає з колін! А той, хто цього не бачить, той піндос, какол, або гризун!», — найпоширеніший запис із форумів РІА «Новий Регіон». «За Путіна бардак закінчився і тільки такі вороги Росії як ВИ не помічають цього», — пишуть відвідувачі «ліберальних сайтів», таких, наприклад, як «Радіо Свобода».
У січні 2006 року оглядач «Нової газети» та редактор сайту про спеціальні органи Agentura.ru А. А. Солдатов в ефірі передачі «Повний Альбац» (ведуча — Євгенія Альбац) на «Эхо Москвы» заявив: «Я не думаю, що це вигадка. <…> Я думаю, що складно чітко сказати, за яких управлінь точно ці люди існують — там різні структури називають, називають Центр інформаційної безпеки… у нас були дві структури, які займаються Інтернетом — ФАПСІ та ФСБ. Згодом, коли ФАПСІ не стало, то головна така структура, про яку всі забули, це так званий „Третій главк“, називався він Головне управління радіоелектронної розвідки засобами зв'язку…». У серпні 2008 року Солдатов у програмі «Точка» радіо «Эхо Москвы» заявив, що думка про «кісність спецслужб, які не розглядають Інтернет як сферу впливу» є помилковою. Відповідно до проведеного в ефірі опитування, 93 % слухачів програми вірять в агентів впливу на сайтах, форумах та блогах. У листопаді цього року автор статті у журналі «Комп'ютерра» Ківі Берд припустив, що російські спеціальні служби у російському сегменті Вікіпедії «напевно займаються» редагуванням статей у своїх інтересах з прикладу англо-американських спецслужб.
У своїй статті на сторінці MIT Press доцент кафедри комунікації та риторичних досліджень Сіракузького університету Вітні Філліпс висловив думку, що «У цифровому ландшафті практично немає межі між тролінгом та корпоративними медіа, ласими на сенсації; для корпоративних медіа тролінг — не що інше, як бізнес-стратегія».

### Технічне та програмне забезпечення
Однією з основних ознак веббригад є використання бригадниками для своєї роботи в інтернеті спеціального програмного забезпечення, що створює одночасно в найбільш популярних соцмережах мільйони хибних повідомлень одночасно від тисяч і більш хибних віртуальних людей. Саме ця брехлива масовість і є головним, що відрізняє бригадника від звичайного користувача інтернету, що має право висловлювати свою особисту думку в інтернеті. Використовуючи спеціальне програмне забезпечення, бригадники цілеспрямовано витісняють із соцмереж реальних людей, замінюючи їх хибними «масами» і по суті нав'язують суспільству гігантську брехню про нібито «існування» неіснуючого насправді «переважної суспільної думки» з того чи іншого питання.

### Об'єкти атак

#### Онлайн ЗМІ
Директор сайту Grani.ru Юлія Березовська висловила переконання в тому, що форум сайту піддається впливу веббригад. Як вважає Михайло Тульський, об'єктами атаки ставали сайт Grani.ru, сайт «Радіо Свободи» та всі форуми опозиційних ресурсів.
У травні 2014 року журналіст британської газети «Гардіан» Кріс Елліот повідомила про те, що модератори її вебсайту переконані в наявності організованої групи прокремлівських активістів, які залишають провокаційні коментарі до матеріалів сайту. У тому ж місяці журналіст Ілля Клішин у своїй колонці в газеті «Ведомости» повідомив з посиланням на джерела, близькі до адміністрації Президента РФ, про початок роботи «гнізда тролів», орієнтованого на «зовнішній напрямок» — онлайн-ЗМІ та соціальні мережі, популярні в американської та європейської аудиторії.
Позаштатний кореспондент «Радіо Свобода» у Латвії та Естонії Марія Кугель зазначила, що у серпні 2014 року на замовлення центру стратегічних комунікацій НАТО Stratcom Латвійським інститутом зовнішньої політики було проведено дослідження сайтів низки латвійських ЗМІ. За два тижні 6 тис. із 200 тис. коментарів (3 %) були залишені тролями з однієї IP-адреси; ряд коментарів латиською мовою було складено за допомогою Google Translate.

#### Facebook та Twitter
У листопаді 2016 року розпочалися президентські вибори в США. 8 листопада 2016 року Дональд Трамп здобув перемогу, здобувши 304 голоси виборців. Внаслідок цього в країні почалися масові протести та мітинги. Міністерство внутрішньої безпеки США провело розслідування та оголосило про передбачуваний вплив «фабрики тролів» на передвиборчі перегони. За даними звітів Facebook і Twitter, пов'язаних з покупкою реклами та іншою активністю в даний період, найбільша активність виявлялася бот-акаунтами з російським IP. За даними Міністерства внутрішньої безпеки США, «фабрика тролів» скуповувала понад 2000 акаунтів у соціальних мережах і витратила близько $2 млн, які були помічені в публікації реклами та постів політичного характеру, спрямованих на користь Трампа.

#### Російськомовна Вікіпедія
У лютому 2019 року Михайло Грузнов, співзасновник цифрового видавництва «Вікіфай» помітив підозрілий аккаунт, який робив редагування з позитивною характеристикою для губернаторів регіонів РФ та інших чиновників, а також критичні редагування для політиків, громадських діячів, журналістів та організацій. Згодом кількість таких облікових записів зросла. Починаючи з лютого 2019 року, ці облікові записи почали подавати заявки на статус автопатрульованих та патрулюючих (тобто тих, які можуть вносити автоматично схвалені правки, і тих, хто на додаток до цього може схвалювати правки інших учасників). Деякі з них незабаром набули статусу автопатрульованих і подали заявки на отримання наступного статусу — патрулюючих. До отримання цих статусів зі схваленням правок їм допомагали облікові записи, створені з 2007 по 2013.
Грузнов припустив, що ці записи можуть діяти у зв'язці: старі облікові записи допомагають новим схвалювати правки, у тому числі нейтральні, зроблені, щоб «розмити» ангажовані політичні доповнення до статей — негативні про опозицію та позитивні для чиновників та важливі державні проєкти. На думку Грузнова, вони можуть координувати свої дії у приватних бесідах, що не заохочується вікіспільнотою: вважається, що обговорення статей та правок має відбуватися публічно на майданчику самої «Вікіпедії», на увазі та за участю всіх редакторів «Вікіпедії».
2 липня Михайло Грузнов подав заявку на перевірку 12 облікових записів, які він підозрював у координованій діяльності щодо очорнення російської опозиції та вихваляння влади. Грузнов звернувся до чек'юзерів «Вікіпедії» з проханням перевірити, чи пов'язані між собою 12 підозрілих облікових записів. 4 липня чек'юзери загалом підтвердили здогади Грузнова: вісім із 12 названих ним облікових записів виявилися різними людьми, які «офф-вікі координували свої дії та, як мінімум, в одному випадку, схоже, мали доступ до паролів один одного». Після перевірки сім із 12 записів із заявки Грузнова було заблоковано.

### Цілі
Полянська, Кривов та Ломоко стверджували у статті «Віртуальне око старшого брата» (2003), що члени «веббригад» поширюють ідеологію, що включає:
- реставрацію сталінських та радянських цінностей,
- підвищення рейтингів чинної влади,
- культ особистості Путіна,
- мілітаризм,
- антисемітизм,
- ксенофобія,
- схвалення чеченської війни,
- вірність КДБ/ФСБ та ненависть до перебіжчиків,
- антиамериканізм та антизахідництво,
- ненависть до інтелігенції, до правозахисників, дисидентів та журналістів,
- ностальгія за СРСР,
- звинувачення опонентів у русофобії.

Також, на думку авторів статті, головними ворогами веббригади є прихильники опозиційних поглядів, чеченці, європейці, американці, євреї. А особливий предмет ненависті — російська ліберальна інтелігенція, колишні дисиденти, незалежні журналісти та правозахисний рух, а також окремі особливо ненависні особи, такі, як С. Ковальов, Є. Бонер, О. Бабицький, О. Політковська, Г. Пасько, В. Шендерович, В. Новодворська та інші люди, відомі своїм критичним ставленням до путінізму.

### Агентство інтернет-досліджень
Прикладом веббригади є ТОВ «Агентство інтернет-досліджень», також відоме як «ольгінські тролі» та «фабрика тролів». Кореспондент «Радіо Свобода» у Санкт-Петербурзі Віктор Резунков та журналіст газети «Коммерсантъ» Григорій Туманов з'ясували, що згідно з ЄДРЮЛ генеральним директором фірми є відставний полковник міліції Михайло Бистров, але при цьому вона не має діючих контактів у відкритому доступі, а вказаний в ЄДРЮЛ мобільний телефон належить колишньому співробітнику.
У червні 2015 року про агентство було опубліковано журналістське розслідування в The New York Times про існування у Санкт-Петербурзі «фабрики інтернет-тролів». Прессекретар президента РФ Володимира Путіна Дмитро Пєсков у відповідь заявив, що Кремль не співпрацює з Агентством інтернет-досліджень, про існування якого їм невідомо.

ЗМІ пов'язують роботу фабрики тролів із петербурзьким мільярдером Євгеном Пригожіним та його компанією «Главєть». З липня 2015 року туди із вул. Савушкіна, 55 переїхали «Інтернет-дослідження». На цій адресі розташовувався цілий ряд інтернет-видань («Невські новини», «Федеральне агентство новин», «Економіка сьогодні», «Народні новини»), які журнал РБК назвав «фабрикою медіа». У вересні «Інтернет-дослідження» приєдналися до ТОВ «Тека».
У Петербурзі та Москві у спеціально обладнаних офісах орудують інтернет-тролі, які хвалять Сергія Собяніна та Володимира Путіна, лають Олексія Навального, Америку та захищають Сирію.

— Олександра Гармажапова «Де живуть тролі. І хто їх годує» // Нова газета
До обов'язків співробітника входить написання не менше п'яти «провладних» коментарів на день на політичні теми відповідно до техзавдання, що видається начальством (за даними Туманова докладно роз'яснює зміст поста), а також, за даними журналіста «Коммерсантъ» Ганни Пушкарської, ведення власного блогу на задані теми.
В організації, за даними отриманими головним редактором сайту «Радіо Свобода» Дмитром Волчеком у бесіді з блогером Маратом Буркхардом, проводяться уроки «політінформації» та іспити з ідеології. В організації є відділи «Живого Журналу», Facebook, новин, відділи створення відеороликів та демотиваторів. Також є відділи англійською та українською мовами, коментування на сайтах іноземних ЗМІ. У ході своєї роботи коментатори працювали на російських провінційних форумах, влаштовуючи наперед зрежисовані дискусії. У написаних ними коментарях мали бути вказані ключові слова (теги), які не можна відмінювати та схиляти. Іноді вихідний текст публікується в ЖЖ, після чого починається розміщуватись на форумах, у разі потреби — з підтверджуючими посиланнями на ЗМІ.
Серед коментованих тем, за словами колишніх співробітників (Ольга Мальцева, Людмила Савчук, Марат Буркхард, Тетяна Н., Антон Н., Олена Н.) та техзавданнями були діяльність президента РФ Володимира Путіна, збройний конфлікт на сході України, вбивство Бориса Нємцова, громадянська війна у Сирії.
Згідно зі свідченнями колишніх співробітників, з IP-адреси «Інтернет-досліджень» (було сфотографовано Ольгою Мальцевою для судових засідань) керували й іншими проєктами.
За даними сайту Meduza в листопаді 2015 року був створений нині не діючий сайт whoiswhos.me, що скопіював функціонал і зміст у сайту Wikiblogger («класифікував» блогерів і збирав інформацію про них, обіцяючи виплачувати 500 рублів за інформацію про «песимістичні» або «злісні» пости. Сайт був заблокований Роскомнаглядом у листопаді 2015 року за «чисельні порушення закону про персональні дані»). На ньому публікувалися імена та адреси петербурзьких опозиціонерів та коментаторів, що критично відгукувалися про владу в соцмережах. Деякі з них згодом піддавалися фізичним нападам. Діяльність сайту привертала увагу петербурзьких та російських депутатів. За даними видання «Фонтанка.ру», «фабрика тролів» також адмініструвала сайт whoiswho.com.ua, де розміщувалася аналогічна інформація про українських політиків, а український сайт у результаті переїхав на домен .org, створений наприкінці 2015.

#### Зарплата
Колишня співробітниця Людмила Савчук озвучувала заробітну плату в ТОВ «Інтернет-дослідження» станом на 2015 рік: 30 тис. рублів — для копірайтера, 40—50 тис. рублів на місяць для простого коментатора, 60 тис. рублів — для знаючого іноземних мов, 70—80 для керівництва. За даними Волчека, заробітну плату коментаторам виплачували при виконанні норми — залишенні 135 коментарів (не менше 200 знаків) за 12 годинну зміну.
Політичний технолог Станіслав Бєлковський та президент дослідницького центру «Політична аналітика» Михайло Тульський оцінювали заробітну плату учасника бригади від однієї до п'яти тисяч доларів США на місяць.

#### Судові позови
Найзнаменитіший учасник «фабрики тролів» — Людмила Савчук, яка вимагала через суд виплати заробітної плати та відшкодування моральної шкоди від колишнього роботодавця ТОВ «Інтернет-дослідження». Вона влаштувалася на роботу з оголошення в інтернеті, яке пропонувало займатися написанням коментарів та постів в інтернеті на задану тему. Трудова діяльність йшла позмінно, по 12 годин. Єдиним підписаним документом при влаштуванні стала підписка про нерозголошення ЗМІ інформації про діяльність компанії. До обов'язків співробітниці входило написання щонайменше п'яти «провладних» коментарів щодня на політичні теми відповідно до виданого начальством техзавдання, і навіть ведення власного блогу на задані теми. 17 серпня суд задовольнив позов Савчук, «Інтернет дослідження» офіційно оформили контракт та виплатили їй борги із зарплати, а також виплатили 1 руб. моральної компенсації Сама Савчук та її юристи з «Команди 29» головним успіхом вважали публічне оприлюднення діяльності «фабрики тролів».
У червні 2016 року в Куйбишевському районному суді Санкт-Петербурга розпочався процес за позовами петербурзького мільярдера Євгена Пригожина до «Яндекса». Заявник вимагав видалити з пошуковика посилання на публікації ФБК (що писав про проблеми з виграними фірмами Пригожина підряди у Міноборони РФ) та Фонтанки (що писала про фінансування підприємцем діяльності «фабрики тролів»). Висвітлення у ЗМІ призвело до ефекту Стрейзанд. Надалі він відмовився від позову.
У серпні 2016 року колишня співробітниця «Інтернет-досліджень» та «Текі» Ольга Мальцева подала позов до компаній до Невського районного суду Санкт-Петербурга, який подали юристи «Команда 29». Вона вимагала виплатити їй 300 тисяч рублів як заборгованість за допомогою з догляду за дитиною і 50 тисяч як компенсацію моральної шкоди. До суду було передано низку техзавдань та скріншоти внутрішнього листування співробітників у Telegram. Представники «фабрики тролів» на судові засідання не приходили. 22 лютого 2017 року суд відхилив поданий позов.
У жовтні 2016 року за підсумками перевірки діяльності компанії ТОВ «Інтернет-дослідження» правоохоронці знайшли ознаки складу злочину, передбаченого ст. 159 КК РФ (шахрайство).
У вересні 2017 року представники соціальної мережі Facebook повідомили, що «фабрика тролів» з червня 2015 по травень 2017 року через 500 керованих акаунтів витратила 100 тис. доларів США на поширення політичної реклами (з питань расових тем, прав сексуальних меншин, права на носіння зброї та інших). Пов'язані з нею облікові записи було видалено, оскільки суперечили внутрішнім правилам соцмережі.

## США
У США проєкт, названий «Чесний голос» (англ. Operation Earnest Voice), керується безпосередньо Центральним командуванням збройних сил.
Видання РБК з посиланням на британську The Guardian пише, що армія США незабаром буде оснащена спеціальним програмним забезпеченням, орієнтованим на проведення проамериканської пропаганди через соціальні мережі та різні блоги. Ця технологія уможливить вести секретну блогерську діяльність на зарубіжних сайтах. Наприклад, таке ПЗ протидіятиме поширенню пропаганди за межами США, допоможе кампаніям з дезінформації або хакерським атакам. В рамках цієї програми будуть створюватися вигадані віртуальні особи в Twitter, Facebook та інших соцмережах, які за всіма зовнішніми ознаками здаватимуться звичайними користувачами з різних країн і будуть мати переконливу легенду. Під контролем одного військового буде до десяти онлайн-персонажів.
Згідно з заявою генерального директора агентства Associated Press Тома Керлі виданню The Huffington Post, адміністрація Буша перетворила американські війська на глобальну пропагандистську машину, вводячи жорсткі обмеження для журналістів, які прагнуть дати громадськості правдиву інформацію про війни в Іраку та Афганістані. Згідно з розслідуваннями АП на службі у Пентагону перебувають до 27 000 відданих співробітників, які відповідають виключно за зв'язок із громадськістю. На їхнє утримання Пентагон витрачає щонайменше 4,7 мільярда доларів на рік.

## Великобританія
«Cambridge Analytica» — британська компанія, що опинилася в центрі скандалу про великий витік особистих даних з мережі Facebook і втручання у вибори по всьому світу.
Bell Pottinger — компанія, що займалася пропагандою в Інтернеті на користь високопоставлених замовників, користувалася в роботі авторитетом лорда Белла, який раніше працював радником Маргарет Тетчер. Була викрита у 2016 році та розорилася. У її арсеналі були виявлені численні засоби створення ілюзії правди, включаючи підставні акаунти в соцмережах та у Вікіпедії.

## Ізраїль та арабська пропаганда
Громадська дипломатія Ізраїлю (Хасбара — роз'яснення) — належить до зусиль у зв'язках із громадськістю щодо поширення позитивної інформації за кордоном про Державу Ізраїль та її дії на противагу пропаганді його противників. Була створена у 2009 році з ініціативи Міністерства закордонних справ група, що спеціалізується на «інтернетній війні», включає оплачуваних співробітників, чия робота, на думку проарабського джерела, полягає в тризмінному перебування в інтернеті з метою поширення проізраїльської інформації.
Приклад боротьби з антиізраїльською пропагандою сатиричний ролик We Con the World, створений у червні 2010 року, ізраїльським інтернет-сайтом сатири та критики ЗМІ «Латма» у відповідь на необґрунтоване, на думку авторів кліпу, засудження дій Ізраїлю. Слід додати, що держава до цього ролика не має відношення і «Латма» робила свій ролик за своєю ініціативою і своїм коштом.
У минулому ізраїльська контрпропаганда була реакцією у відповідь, намагаючись пояснити дії Ізраїлю. Тепер офіційні органи Ізраїлю, у тому числі прессекретар ізраїльських сил оборони та міністерство закордонних справ, вклали кошти у професійні групи з проєктування та комунікацій, щоб покращити утримання попередніх бойових дій. ЦАХАЛ більше не відповідає критикам у ЗМІ.
На думку деяких проарабських джерел особливу увагу приділяють виробленню в учасників навичок ведення дискусій в Інтернеті. Активісти боротьби з антиізраїльською пропагандою звинувачують не безпідставно своїх опонентів в антисемітизмі.